# クリスチャン・サートマン

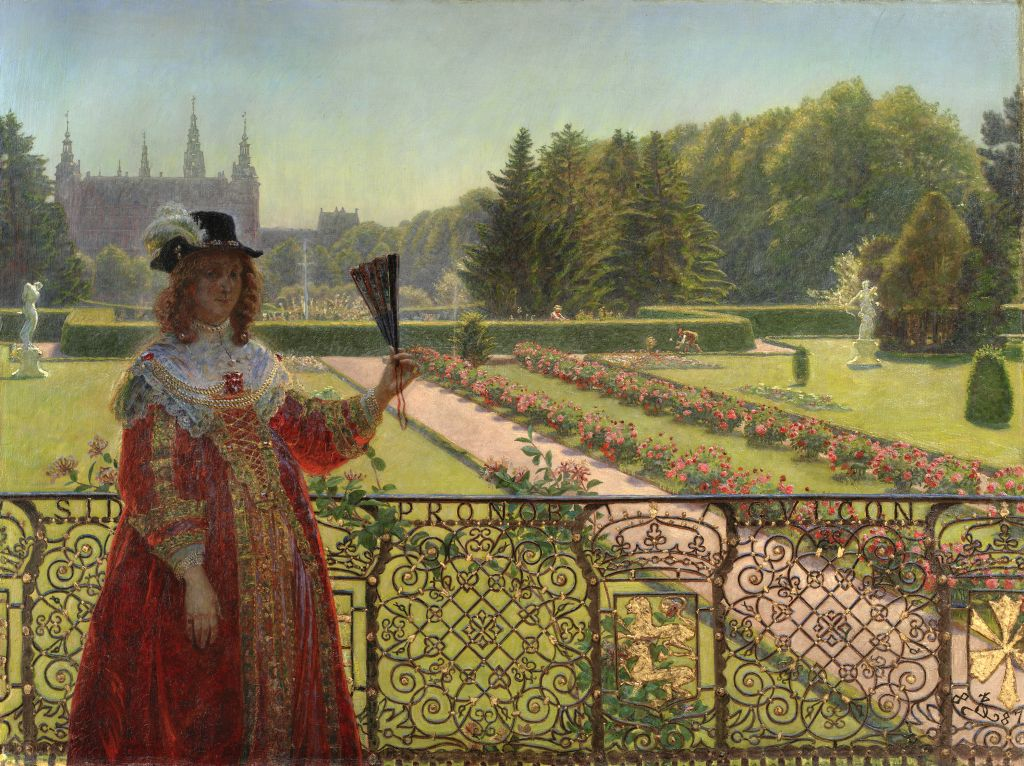
「フレデリクスボー城庭園のレオノーラ・クリスティーナ」, 1887

クリスチャン・サートマン（Kristian Zahrtmann、1843年3月31日 - 1917年6月22日）は19世紀の末のデンマークの画家である。17世紀のデンマークの王女、レオノーラ・クリスティーナといった、デンマークの歴史における悲劇的な女性を描いた作品で知られる。デンマーク王立美術院の伝統的な思想に対抗して1886年に創立された新しい美術学校「Kunstnernes Frie Studieskoler」の教授に任じられ、デンマーク美術の新しい時代を担う1人となった。

## 略歴
ボーンホルム島、レネ（Rønne）の医師の家に生まれた。レネの学校を卒業した後、ソーレのソーレ・アカデミアに入学し、Johannes Georg Smith Harderに絵を学んだ。アカデミーの校長の詩人Bernhard Severin Ingemannの自宅に招かれ、詩人のハンス・クリスチャン・アンデルセンらに紹介された。1862年に卒業した後、コペンハーゲンに出て、1863年から1864年の冬はTechnical Instituteで Christian Hetschや建築家のFerdinand Vihelm Jensenに学び、同時に画家のトーヌア（Wenzel Urlich Tornøe）の個人教授を受けた後、1864年からデンマーク王立美術院で、キッテンドルフ（Johan Adolph Kittendorff）、マーストラン、ローズ、シモンセン（Niels Simonsen）、 フェアミーアン（Frederik Vermehren）に学んだ。同じ頃王立美術院にはイェアンドーフ（August Jerndorff）、P.S.クロイヤー、ヘンドレクスン(Rasmus Frederik Hendriksen)がいた。 
1868年に王立美術院を卒業し、翌年シャルロッテンボー宮殿で開かれる展覧会に初めて出展した後、1891年まで継続的に出展した、
1871年からクリスチャン4世の娘で夫の反逆のために20年以上投獄された悲劇の女性、レオノラ・クリスティーナを題材にした歴史画で人気になり、賞も受賞して、一連のレオノラ・クリスティーナを題材にした作品を発表した。
1875年12月王立美術院の奨学金で、イタリアを旅し1878年まで滞在した。1880年代にも何度かイタリアを訪れ、あまり知られていないアブルッツォを訪れ、1890年に小さな山間の町、チヴィタ・ダンティノに夏の別荘を作り、毎年訪れるようになった。多くのデンマークの芸術家を招き、芸術家村のようになり、サートマンは1902年に名誉市民の称号を得た。
王立美術院の伝統的な教授方針に対抗して、ラウリツ・トゥクセンらによって、新しい美術学校「Kunstnernes Frie Studieskoler」(芸術家自由スタジオ学校)は1882年の末に設立され、P.S.クロイヤーらが教授を務めた。サートマンは1885年から1908年まで教え、1893年に予備クラスの校長となり、予備クラスは「サートマン学校」と呼ばれるようになり、多くの画家を指導した。サートマンに学んだ画家にはハラルド・ソールベリもいる。

## 作品

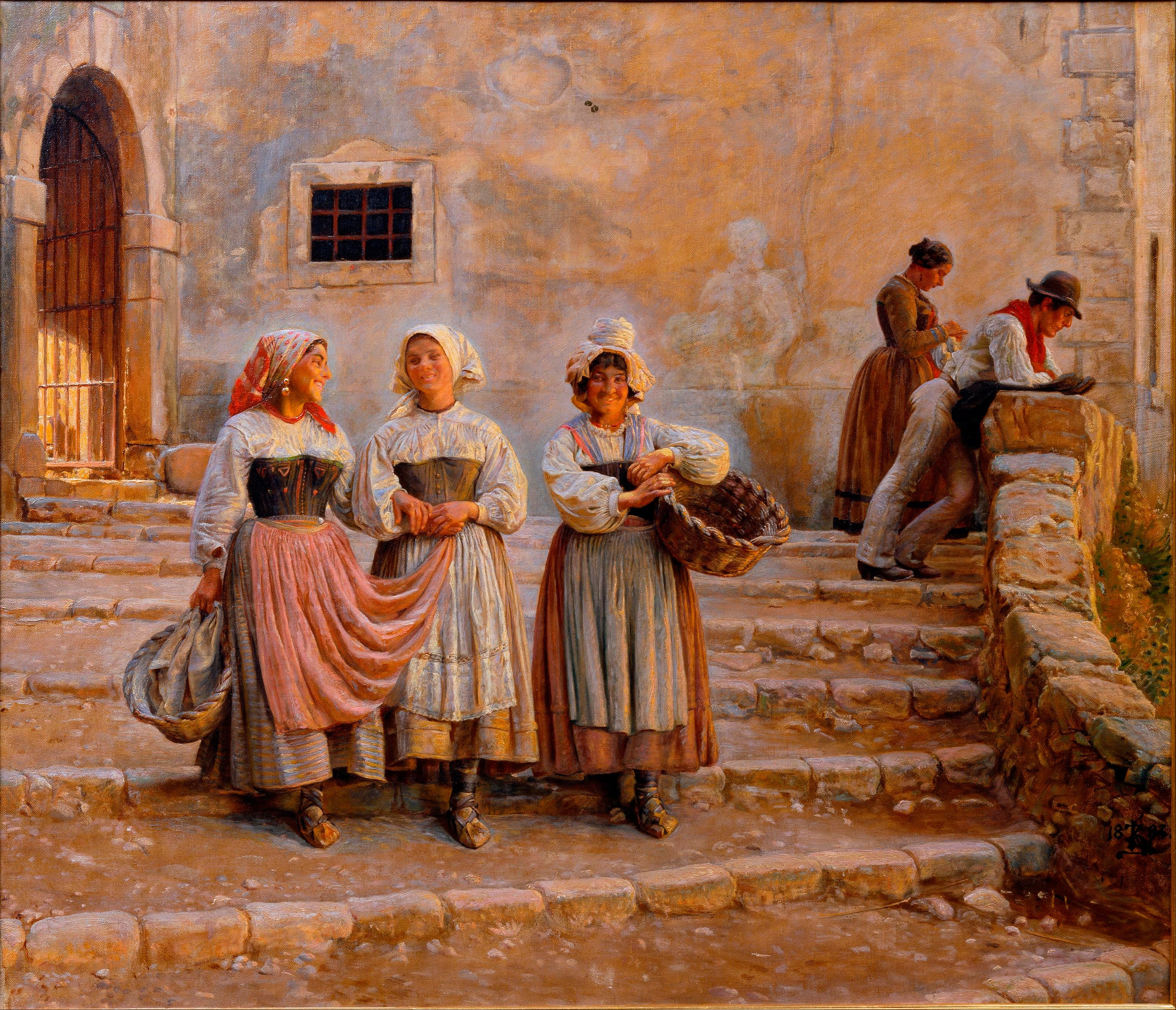
「ライムを運ぶ少女」
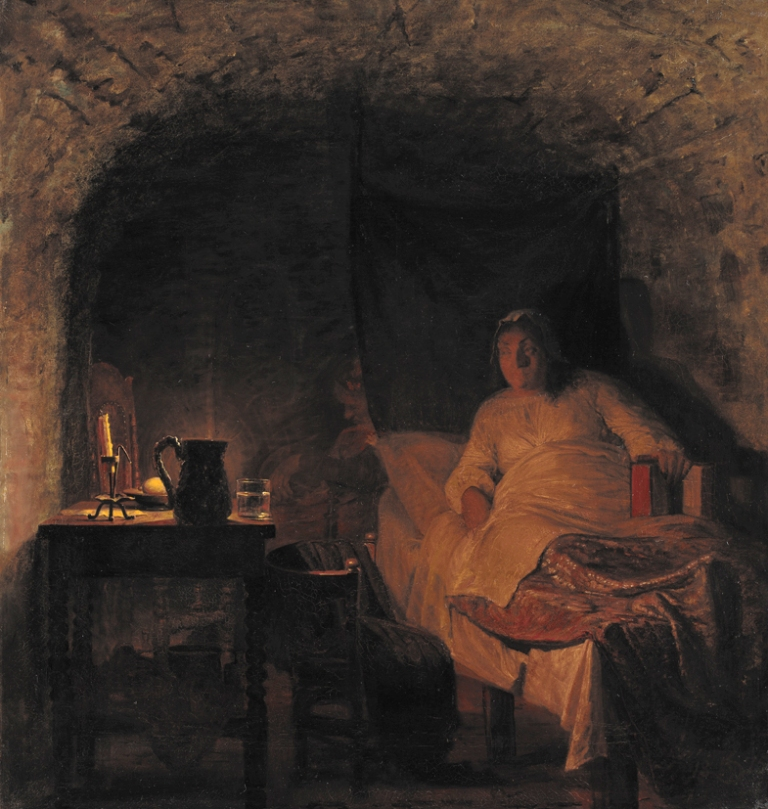
「囚われのレオノーラ・クリスティーナ」, 1875
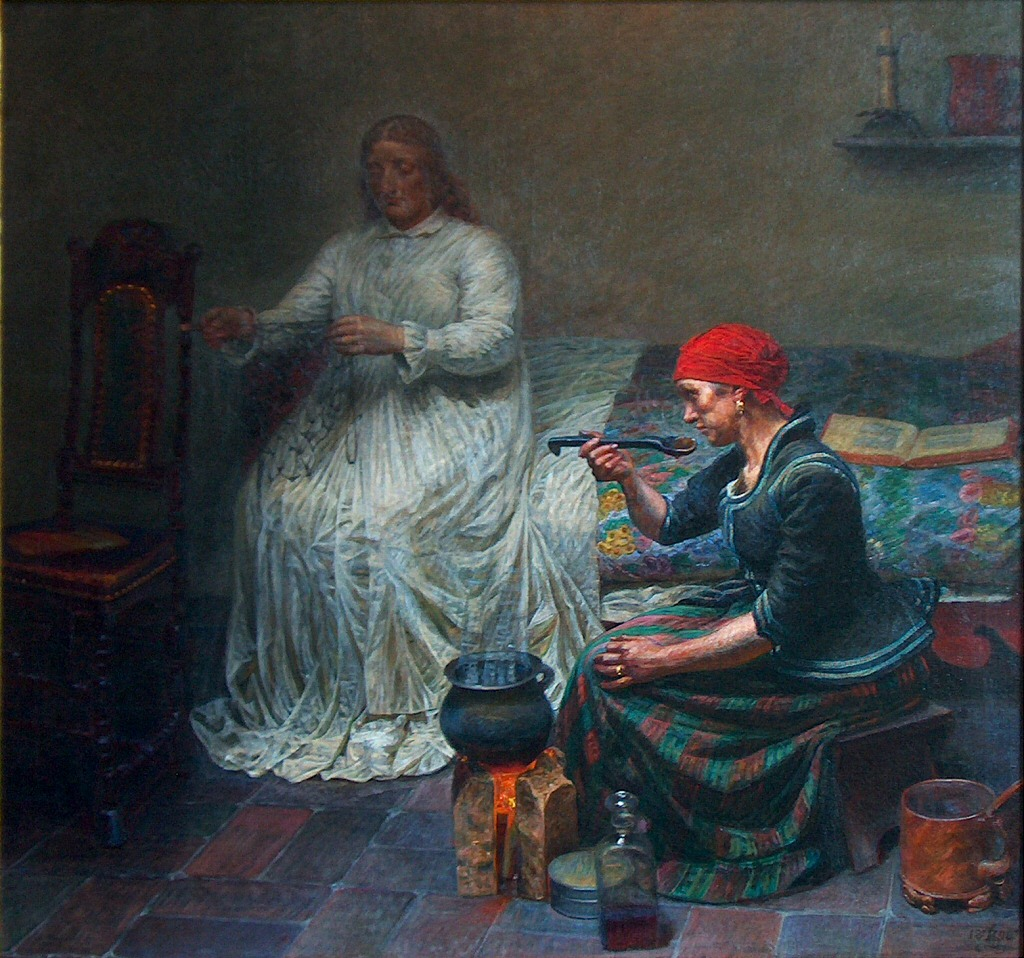
「幽閉される塔のレオノーラ・クリスティーナ」
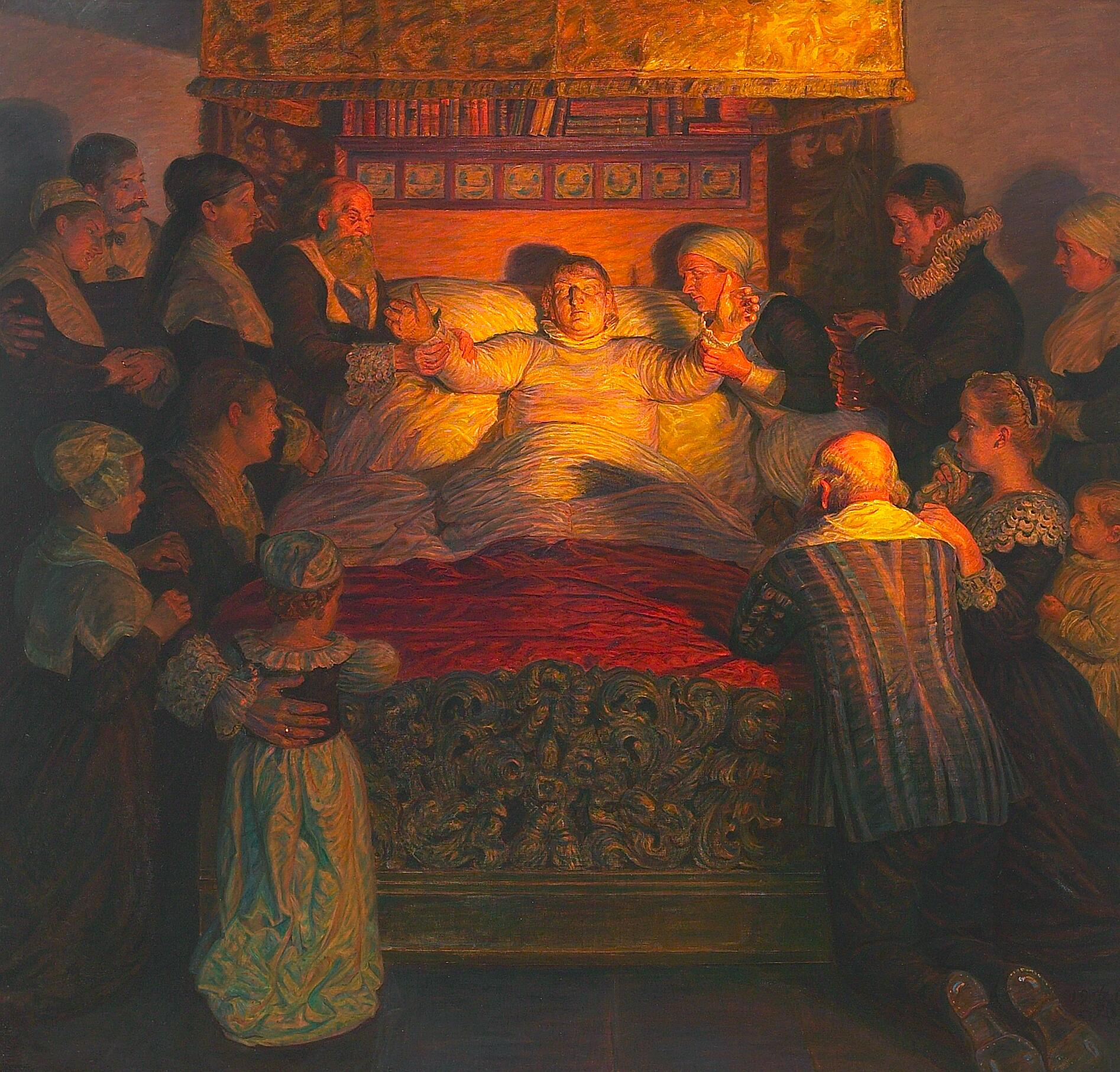
「レオノーラ・クリスティーナの死」, 1901
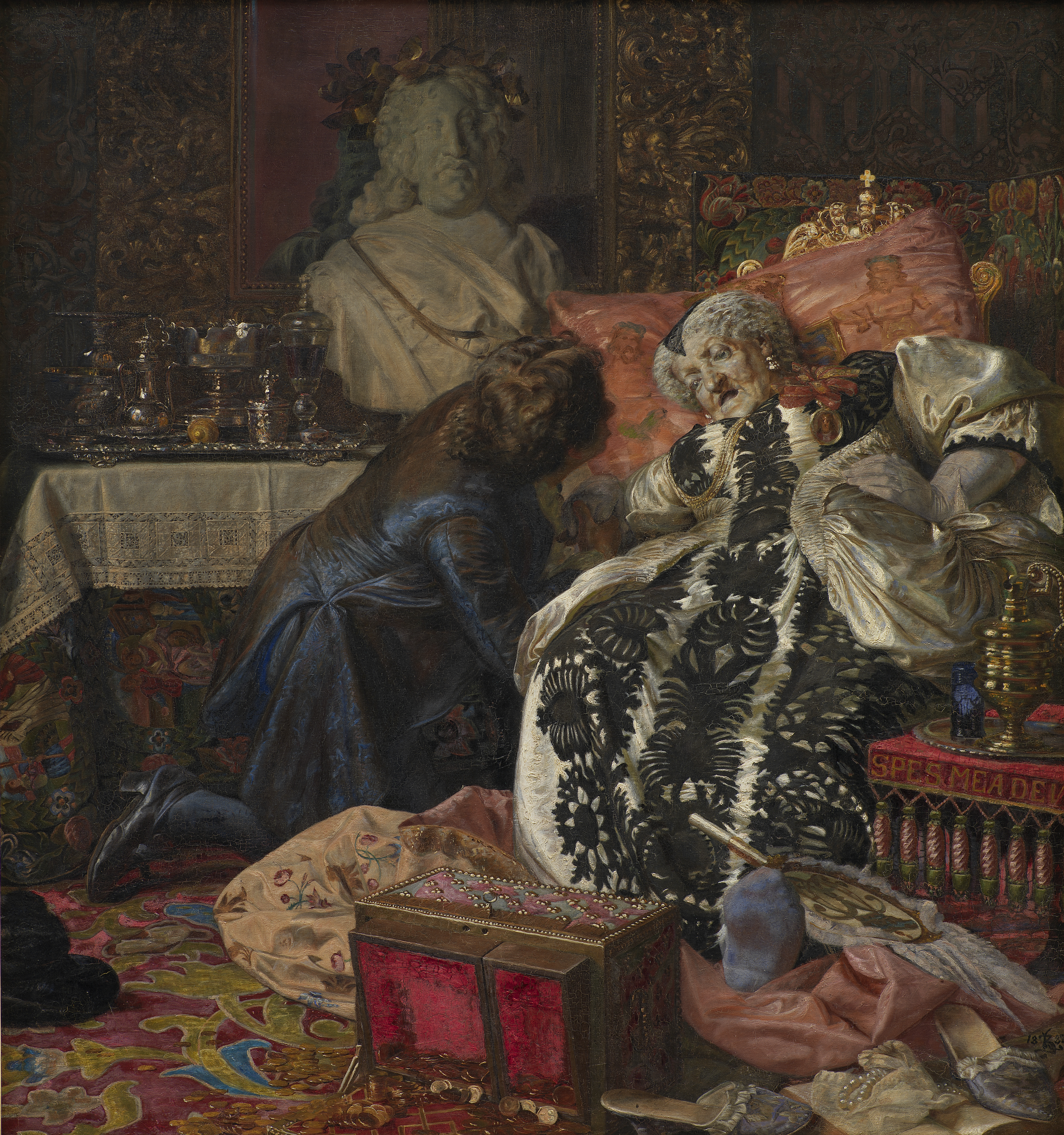
「フレゼリク3世王妃ゾフィーの死」, 1882
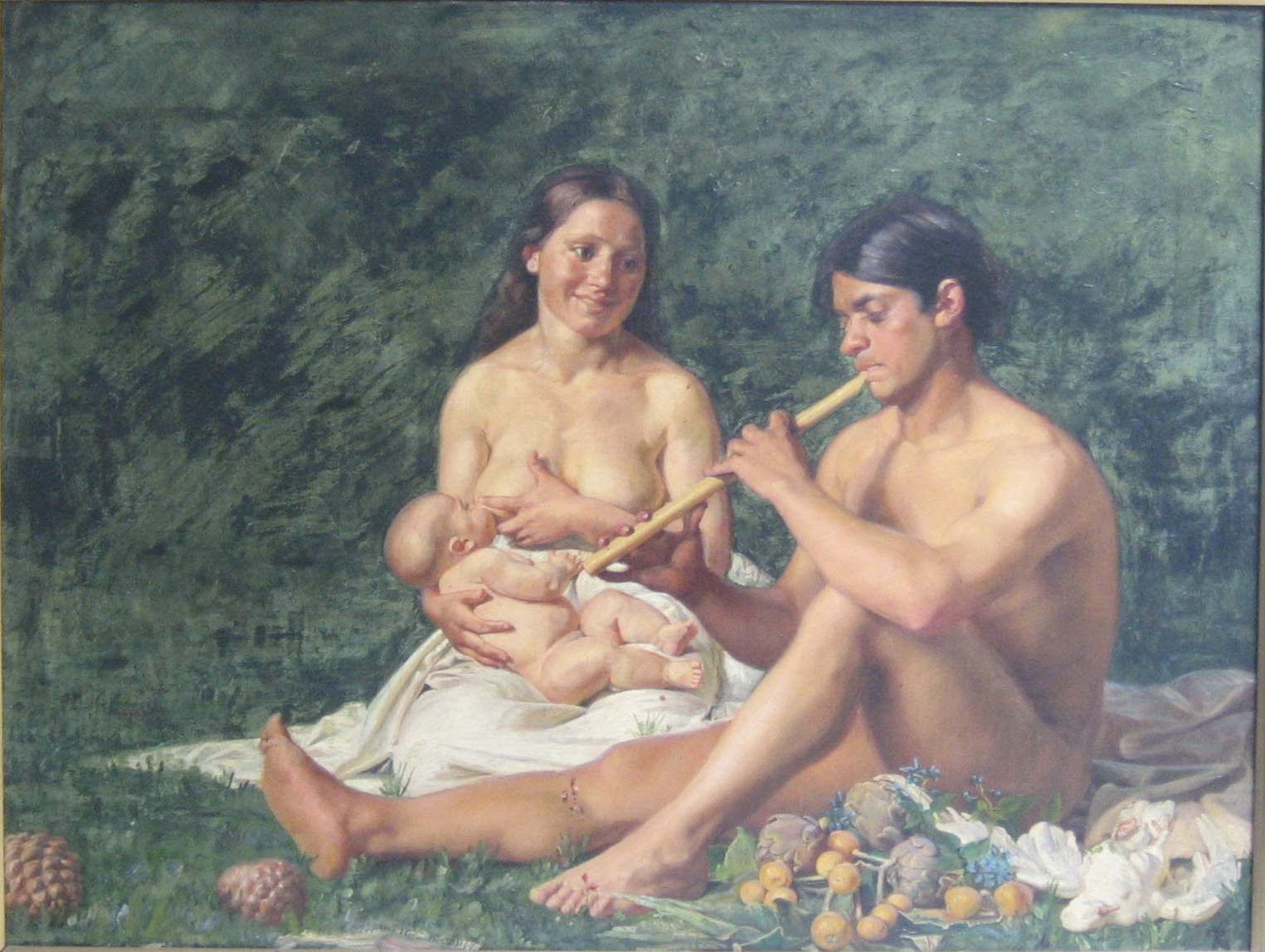
"Jubal and family"
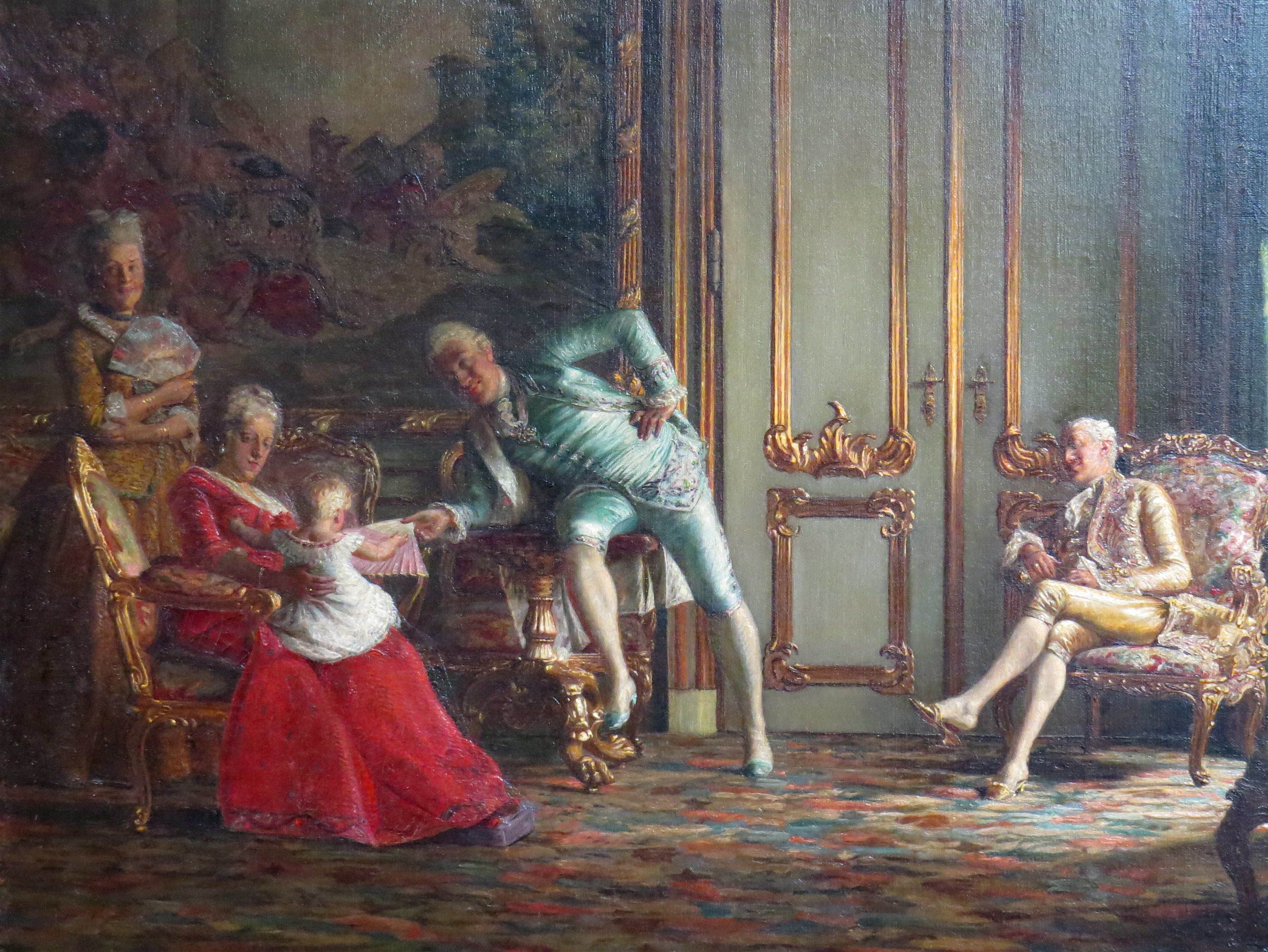
クリスチャン7世の宮廷
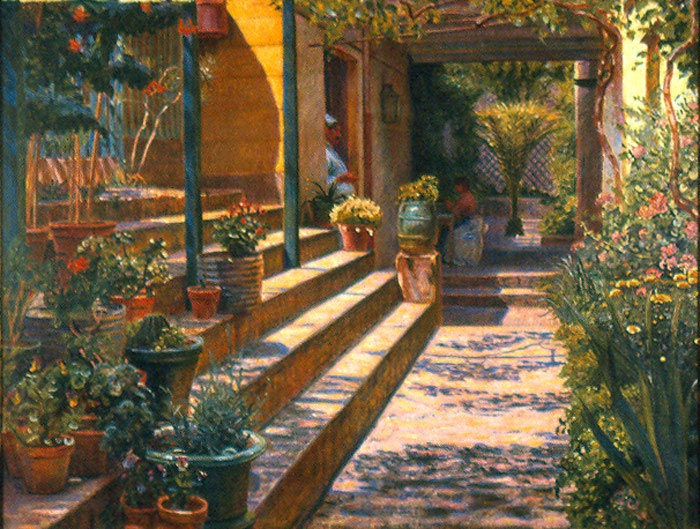
「台所の階段」